# Заленже-Ґарткі
Заленже-Ґарткі (пол. Załęże-Gartki) — село в Польщі, у гміні Ружан Маковського повіту Мазовецького воєводства.
Населення — 50 осіб (2011).
У 1975-1998 роках село належало до Остроленцького воєводства.

## Демографія
Демографічна структура станом на 31 березня 2011 року:
|          | Загалом | Допрацездатний вік | Працездатний вік | Постпрацездатний вік |
| -------- | ------- | ------------------ | ---------------- | -------------------- |
| Чоловіки | 31      | 11                 | 18               | 2                    |
| Жінки    | 19      | 2                  | 14               | 3                    |
| Разом    | 50      | 13                 | 32               | 5                    |